# Sander Bonde
Sander Bonde (født 2. oktober 1933 - 30. november 1981) var en dansk professionel letvægtsbokser. 
Sander Bonde meldte sig sammen med kammeraten Tage Krogh, ind i Bokseklubben Jyden i Aalborg for at lære at forsvare sig mod de andre drenge i gaden
og boksede for klubben som amatør. Han vandt det jyske mesterskab i letvægt i 1955, og vandt senere samme år det danske mesterskab. I 1957 i Helsinki vandt Sander Bonde det nordiske amatør mesterskab i let-weltervægt. 
Han debuterede som professionel den 31. januar 1958 i KB Hallen med en sejr over hollænderen Jan Verhagen. I de første to år af den professionelle karriere vandt Sander Bonde ni ud af ti kampe, men i 1960 tabte Bonde tre ud af sine seks kampe og i 1962 tabte han fire ud af fem. Næstsidste kamp i karrieren blev afviklet 5. december 1963 hvor Bonde tabte på point til den ubesejrede landsmand Teddy Lassen. 
Sidste kamp blev bokset i Aalborghallen den 5. januar 1965, hvor Sander Bonde tabte til Mohammed Laroussi på point. Laroussi opnåede derved sin eneste sejr i sine første 18 kampe.
Sander Bonde opnåede 27 kampe, og blev noteret for 16 sejre (5 før tid) og 11 nederlag.

## Eksternt link
- Sander Bondes professionelle rekordliste